# 洋门乡
洋门乡，是中华人民共和国江西省吉安市安福县下辖的一个乡镇级行政单位。

## 行政区划
洋门乡下辖以下地区：
洋门村、潭源村、槎江村、上城村、上街村、嘉溪村、村沛村、高洲村、沛溪村、草塘村、彭山村、石桥村、乌村村、南边村、甘溪村、坊下村、下陂村和濠林村。

## 中国传统村落
2012年，上街村被评为首批“中国传统村落”。